# Чорнівська сільська рада
Чо́рнівська сільська́ ра́да — адміністративно-територіальна одиниця та орган місцевого самоврядування в Новоселицькому районі Чернівецької області. Адміністративний центр — село Чорнівка.

## Загальні відомості
- Населення ради: 2 364 особи (станом на 2001 рік)

## Населені пункти
Сільській раді підпорядковані населені пункти:
- с. Чорнівка

## Склад ради
Рада складається з 16 депутатів та голови.
- Голова ради: Голондей Юрій Васильович
- Секретар ради: Шкраба Людмила Михайлівна

### Керівний склад попередніх скликань
| Прізвище, ім'я, по батькові | Основні відомості                                                                       | Дата обрання | Дата звільнення |
| --------------------------- | --------------------------------------------------------------------------------------- | ------------ | --------------- |
| Голондей Юрій Васильович    | Сільський голова, 1968 року народження, освіта вища, член Соціалістичної партії України | 26.03.2006   | 31.10.2010      |
| Голондей Юрій Васильович    | Сільський голова, 1968 року народження, освіта вища                                     | 31.10.2010   |                 |

Примітка: таблиця складена за даними сайту Верховної Ради України

### Депутати
За результатами місцевих виборів 2010 року депутатами ради стали:

#### За суб'єктами висування
| Суб'єкт висування | Кількість обраних депутатів | %   |
| ----------------- | --------------------------- | --- |
| Самовисування     | 16                          | 100 |

#### За округами
| № округу | Прізвище, ім'я, по батькові       | Дата визнання обраним | Освіта             | Партійна приналежність                    | Відомості про обраного депутата       |
| -------- | --------------------------------- | --------------------- | ------------------ | ----------------------------------------- | ------------------------------------- |
| 1        | Мунтян Іван Іванович              | 04.11.2010            | середня спеціальна | позапартійний                             | тимчасово не працює                   |
| 2        | Шкраба Людмила Михайлівна         | 04.11.2010            | вища               | позапартійна                              | Чорнівська сільська рада, секретар    |
| 3        | Антонюк Сергій Аурелович          | 04.11.2010            | середня            | позапартійний                             | тимчасово не працює                   |
| 4        | Каліцька Марія Петрівна           | 04.11.2010            | середня спеціальна | позапартійна                              | тимчасово не працює                   |
| 5        | Андроник Микола Васильович        | 04.11.2010            | середня спеціальна | позапартійний                             | тимчасово не працює                   |
| 6        | Білецький Борислав Євгенович      | 04.11.2010            | середня спеціальна | позапартійний                             | тимчасово не працює                   |
| 7        | Дробот Іван Васильович            | 04.11.2010            | середня            | позапартійний                             | тимчасово не працює                   |
| 8        | Санчук Ілля Костянтинович         | 04.11.2010            | середня            | позапартійний                             | тимчасово не працює                   |
| 9        | Боднар Василь Іванович            | 04.11.2010            | середня            | позапартійний                             | ВАТ «Масложиркомбінат», апаратник     |
| 10       | Капіцький Костянтин Костянтинович | 04.11.2010            | середня            | позапартійний                             | Чорнівський держлісгосп, майстер лісу |
| 11       | Стец Петро Васильович             | 04.11.2010            | середня            | член Всеукраїнського об'єднання «Свобода» |                                       |
| 12       | Горячка Руслан Дмитрович          | 04.11.2010            | вища               | позапартійний                             | тимчасово не працює                   |
| 13       | Вайпан Володимир Петрович         | 04.11.2010            | вища               | позапартійний                             | Чорнівське лісництво                  |
| 14       | Шкаба Марія Ілівна                | 04.11.2010            | середня спеціальна | позапартійна                              | тимчасово не працює                   |
| 15       | Боднар Михайло Ілліч              | 04.11.2010            | вища               | позапартійний                             | ДП «Буковинастандартметрологія»       |
| 16       | Сименик Ольга Дмитрівна           | 04.11.2010            | середня спеціальна | позапартійна                              | тимчасово не працює                   |